# Albert Mandler
Avraham Albert Mandler (en hebreo: אברהם מנדלר‎; 3 de mayo de 1929-13 de octubre de 1973) fue un general de división israelí. 

## Biografía
Nació en Linz, Primera República de Austria, en 1929. A los diez años de edad fue expulsado de la escuela de su ciudad natal, antes de huir con su madre a través de muchas fronteras hasta llegar a Rumanía y abordar el último barco ilegal que los británicos permitieron fondear en Haifa, en el entonces Mandato Británico de Palestina.
A los 16 años se unió a la Haganá, a los 19 luchó fuera de Jerusalén, y en guerras posteriores ascendió de rango hasta que, como general de división, luchó en el Sinaí hasta su muerte en la guerra de Yom Kipur de 1973. En la Guerra de los Seis Días de 1967 fue coronel al mando de la 8° Brigada de infantería mecanizada. Esta brigada empujó a "elementos de la Fuerza Shazli y de la 6° División egipcia directamente a una emboscada tendida por Arik Sharon" en Nakhl el 8 de junio de 1967.
Durante la guerra de Yom Kipur, el general de división Albert Mandler fue comandante de las fuerzas blindadas de las Fuerzas de Defensa de Israel en el Sinaí. Murió en acción el 13 de octubre de 1973 cuando un misil egipcio alcanzó su vehículo de mando, posiblemente fue fuego de artillería. Hay afirmaciones tácticas de que esto ocurrió después de que su voz fuera interceptada e identificada por unidades egipcias de guerra electrónica que utilizaban equipos COMINT, que inmediatamente transmitieron su posición a la batería de artillería del Segundo Ejército más cercana, pero esto fue cuestionado por Shmuel Gonen, quien realizó un experimento al día siguiente para demostrar que el breve tiempo entre la transmisión de radio y la muerte de Mandler ("treinta segundos") no fue suficiente para que tal hecho ocurriera.